# Orphnus parvus
Orphnus parvus är en skalbaggsart som beskrevs av Christian Rudolph Wilhelm Wiedemann 1823. Orphnus parvus ingår i släktet Orphnus och familjen Orphnidae. Inga underarter finns listade i Catalogue of Life.